# متئو پارو
متئو پارو (انگلیسی: Matteo Paro) بازیکن فوتبال اهل ایتالیا است. او سابقه حضور در تیم‌هایی چون یوونتوس ، سیه‌نا و جنوا را در کارنامه ورزشی خود دارد.
او هم‌اکنون به عنوان هافبک در کروتونه بازی می‌کند. او با این تیم در فصل ۲۰۱۵–۱۶ در سری بی نایب قهرمان شد و به سری آ صعود کرد.